# Willoughby Cotton

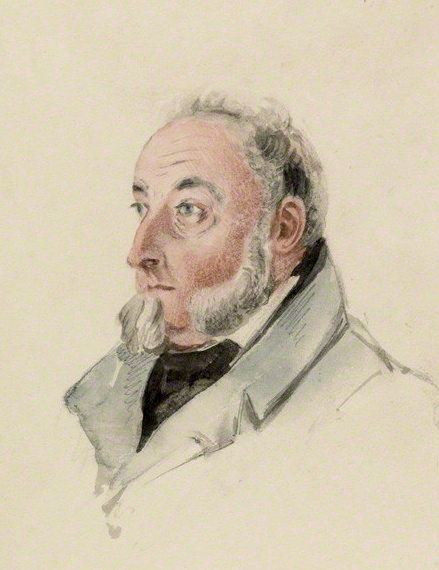
Willoughby Cotton

Willoughby Cotton (ur. 1783, zm. 4 maja 1860 w Londynie) – brytyjski wojskowy.

## Życiorys
Był synem admirała Rowlanda Cottona i Elizabeth Aston, córki sir Willoughby’ego Astona, 5. baroneta. Do armii wstąpił w 1798 r. Brał udział w wyprawie na Kopenhagę w 1807 r. Brał również udział w wojnie na Półwyspie Iberyjskim. W 1811 r. otrzymał rangę porucznika. Został również pułkownikiem 32 pułku piechoty.
Odegrał znaczącą rolę podczas kampanii birmańskiej w latach 1825–1826. Następnie pozostał w Indiach w stopniu generała-majora. W 1838 r. został dowódcą dywizji Armii Bengalu. Brał udział w I wojnie brytyjsko-afgańskiej, gdzie przez pewien czas dowodził Armią Indusu. Odpowiadał za katastrofalny wybór miejsca obozowania wojsk brytyjskich. W latach 1847–1850 był naczelnym dowódcą Armii Bengalu.
Był kawalerem Krzyża Wielkiego Orderu Łaźni i Krzyża Komandorskiego Orderu Gwelfów. Był żonaty z lady Augustą Coventry, miał z nią troje dzieci. Zmarł w 1860 r.